# 1442
1442. је била проста година.

## Догађаји

### Јун
- 12. јун — Алфонсо V Арагонски крунисан у Напуљу.

## Рођења

### Март
- 28. април — Едвард IV , енглески краљ (умро 1483)

## Смрти
- Википедија:Непознат датум — Ал-Макризи, арапски историчар